# Ийст Мидландс
Ийст Мидландс (на английски: East Midlands) е регион в източна Англия. Включва церемониалните графства Нотингамшър, Дарбишър, Лестършър, Рътланд, Нортхамптъншър и по-голямата част от Линкълншър. Населението на региона е 4 771 666 жители (по приблизителна оценка от юни 2017 г.).